# Aubigny, Vendée
Aubigny là một xã ở tỉnh Vendée trong vùng Pays de la Loire, Pháp. Xã này có diện tích 25,79 km², dân số năm 2006 là 2762 người. Xã này nằm ở khu vực có độ cao trung bình 61 mét trên mực nước biển.
Danh xưng dân địa phương trong tiếng Pháp là Aubignois .

## Biến động dân số
| Năm | 1962  | 1968  | 1975  | 1982  | 1990  | 1999  | 2006  |
| --- | ----- | ----- | ----- | ----- | ----- | ----- | ----- |
| Dân số | 1 197 | 1 266 | 1 644 | 2 193 | 2 245 | 2 329 | 2 762 |
| From the year 1962 on: No double counting—residents of multiple communes (e.g. students and military personnel) are counted only once. |       |       |       |       |       |       |       |